# PGM-11 (ミサイル)
PGM-11 レッドストーン (Redstone) は、アメリカ合衆国の初期の短距離弾道ミサイル (SRBM) である。アメリカ陸軍とヴェルナー・フォン・ブラウンらのチームによって開発され、後に人工衛星やマーキュリー計画の有人宇宙船を打ち上げるロケットとして転用された。名称は、アメリカ陸軍のレッドストーン兵器廠にちなむ。

## 概要
レッドストーンはナチス・ドイツのV2ロケットの技術を用いて改良・大型化された弾道ミサイルで、本体全長21 m、直径1.8 m、質量約28,000 kg。生産はクライスラーが担当した。ロケットエンジンとして25%の水と75%のエチルアルコール（エタノール）を燃料とし、液体酸素を酸化剤として用いたA-6型を採用、真空中の推力は414.3 kN (42,251 kgf) であった。

## 歴史
アラバマ州ハンツビルのアメリカ陸軍弾道ミサイル局でヴェルナー・フォン・ブラウンの指揮の下で地対地ミサイルとして本格開発が開始されたのは1950年のことであり、生産開始は1952年のことであった。名称は1952年4月8日に兵器廠に由来する。レッドストーンとはこの地域の赤い岩と土に由来する。初の実射試験は1953年に行われている。クライスラーが1952年にミサイルの生産と支援機器の生産を受注してミシガン州ワーレンのミシガンミサイル工廠で生産した。アメリカ海軍が所有するこの工廠は以前は海軍の航空機工場として知られ、ジェットエンジンの生産に使用されていた。海軍のジェットエンジンの製造計画が中止された事により施設はクライスラー社によってミサイルの生産に使用できるようになった。ノースアメリカン航空機会社のロケットダイン部門はロケットエンジンを供給し、スペリー・ランド社の一部門であるフォードインスツルメント社は誘導と制御装置を供給し、レイノルズメタル社はクライスラー社の下請けとして胴体の組み立てを請け負った。
部隊配備開始は1958年6月で射程320 kmの核ミサイルとして西ドイツ駐留の第40野戦砲兵群へ配備された。これらの部隊は西ドイツのKreuznach とWackernheimに1964年6月まで配備された。レッドストーンが配備された第2の部隊はオクラホマ州のフォート・シルの第46特科群で1959年から1964年6月まで西ドイツのNeckarsulmに配備された。レッドストーンが配備された第3の部隊はオクラホマ州のフォート・シルの大209特科群で1958年から1964年まで担当した。第209部隊の最初の任務は西ドイツに駐留する二つのレッドストーンの部隊を支援する事が目的でニューメキシコ州のホワイトサンズ・ミサイル実験場で駐留する部隊の訓練を行った。それぞれのレッドストーン部隊は打ち上げの為にAとBの二つの隊によって構成され司令部、液体酸素、液体窒素製造部、整備部等から構成された。4基の移動式打ち上げ装置と再装填により計8基のレッドストーンが西ドイツに駐留した4隊に1964年前半まで配備された。レッドストーンの射程は57.5マイル (92.5 km)から201マイル (323 km)だった。燃焼中は25%の水と75%のエチルアルコールを混合した燃料と液体酸素を燃焼した。ミサイルの本体はエンジンの停止後20から30秒後に予め設定された目標までの距離に応じて分離される。本体は弾道軌道上を落下地点へ向かって制御が継続される。推進ユニットは制御されず弾道軌道上を飛行して目標よりも低い地点に落ちる。レッドストーンは予め設定された軌道を慣性誘導装置によって軌道を飛行する。慣性誘導装置は地上からの支援によらず制御されるので外部からの妨害に対して耐性がある。
レッドストーンは初期の500kTのW18"Super Oralloy"弾頭や3.8 MTのW39水素爆弾を備えた最初のロケット運搬型核爆弾で1958年8月に太平洋のジョンストン島でのハードタック作戦で使用された。1958年8月1日にレッドストーンNo.CC50が核実験Teakで打ち上げられ高度77.8キロメートル (48.3 mi)に達した。1958年8月12日にレッドストーンNo.CC51が核実験Orangeで打ち上げられ高度43キロメートル (27 mi)に達した。両方のペイロードは3.75 MTだった。
生産は1961年まで行なわれ、1964年に退役した。
「レッドストーン」ミサイルの派生型の「ジュノーI」ロケットによりアメリカ初の人工衛星「エクスプローラー1号」が打ち上げられた。また、マーキュリー計画では、「レッドストーン」ミサイルの派生型「レッドストーン・マーキュリー」ロケットにより、無人機および2機の有人宇宙船「フリーダム7」および「リバティ・ベル7」を弾道飛行させることに成功した。

## 派生機種

### ジュピターC/ジュノーI
ジュピターC (Jupiter-C) は弾道ミサイルジュピターIRBMの前の世代の弾道ミサイルレッドストーンSRBMを改良した大気圏再突入テスト用又は衛星打ち上げ用ロケットである。似通った名前を使っているジュピターIRBMとは設計が全く異なる。
1段目は、レッドストーンSRBMの燃料タンクを延長し容量を増やし燃焼時間を延ばした。エンジンはA-6の改良型のA-7を用いた。また、燃料はエタノール水溶液からHydyneに変更し、毒性があるが、推力と比推力を向上させた。さらに、サージェントSRBMから派生した小型の固体燃料ロケット「ベイビー・サージェント」を、11本円環状に並べたものを2段目とした。その2段目の中央に、第3段として同型の固体燃料ロケットが3本備わる。
ジュピターCロケットの上に、先端の衛星と一体となった推力816kgの「ベイビー・サージェント」固体ロケット1本を4段目として備えたものをジュノー (Juno)またはジュノーI(Juno‐I) と呼ぶ。このロケットモーターは最後まで衛星と分離されないで、一体となって軌道を回る。

### マーキュリー・レッドストーン打上げ機
マーキュリー宇宙船を弾道飛行させるために、ジュピターCをもとに開発されたロケットである。マーキュリー宇宙船を飛行距離約380km 、高度220km 、飛行速度6800km/hに到達させる能力を持つ。宇宙飛行士を安全・確実に飛行させるために、必要な改良が施されている。
燃料タンクはジュピターCの1段目と同様の延長拡大されたものを用いた。エンジンはジュピターCと同様のA-7を用いた。さらに使用燃料を有害なHydyneからエタノール水溶液に戻した。
マーキュリーカプセルとロケットの燃料タンクの間の部分には「後方セクション」と呼ばれるロケットの慣性誘導装置を含む電子機器や装備機器を搭載する部分がある。この「後部セクション」はロケット部分と一体となっていて、マーキュリーカプセルとは分離される。分離後のカプセルは、自身の誘導装置で誘導される。その他の変更点としては、レッドストーンミサイルで使用された慣性誘導装置ST-80が、LEV-3自動操縦装置に変更された。LEV-3はST-80ほど洗練されても精密でもないが、マーキュリーのミッションには充分な精度をもっており、その簡素なシステムは飛行を確実にさせた。

## 仕様

### PGM-11A

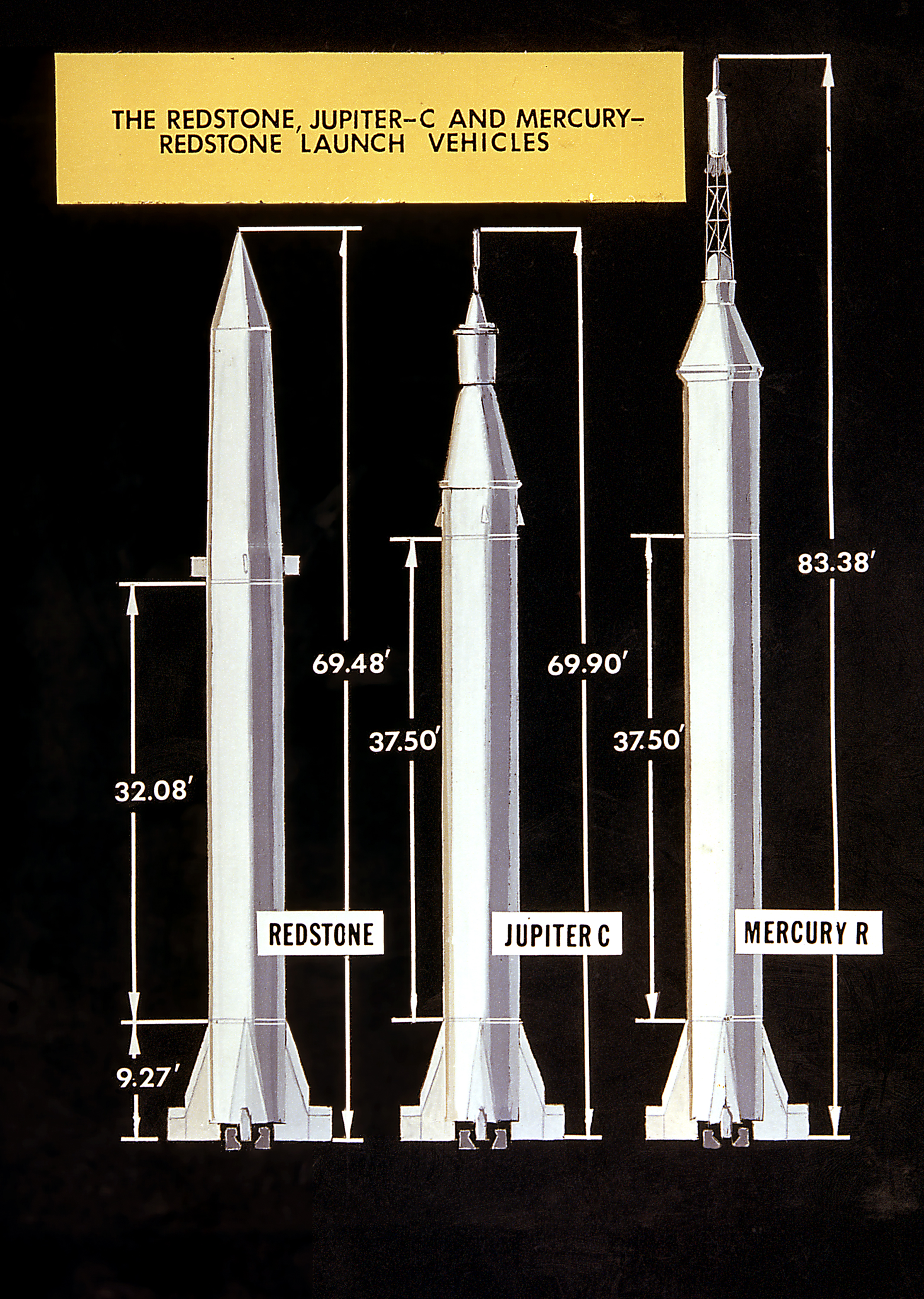
レッドストーン（左）・マーキュリー型レッドストーン（右）とジュピターC（中）

出典：Designation-Systems.Net
- 全長： 21.1 m （69 ft 4 in）
- 翼幅： 3.66 m （12 ft）
- 直径： 1.78 m （70 in）
- 発射重量： 27,800 kg （61,300 lb）
- 機関： ノースアメリカン/ロケットダイン NAA75-100 (A-6) 液体燃料ロケット・モーター
- 燃料/酸化剤： エタノール水溶液/液体酸素
- 推力： 347 kN （78,000 lbf）
- 速度： M 5.5
- 到達高度： 92 km （57 mi）
- 射程： 325 km （175 mi）
- 精度： 300 m （1000 ft） CEP
- 弾頭： W39熱核弾頭（核出力：4 Mt）

## ギャラリー

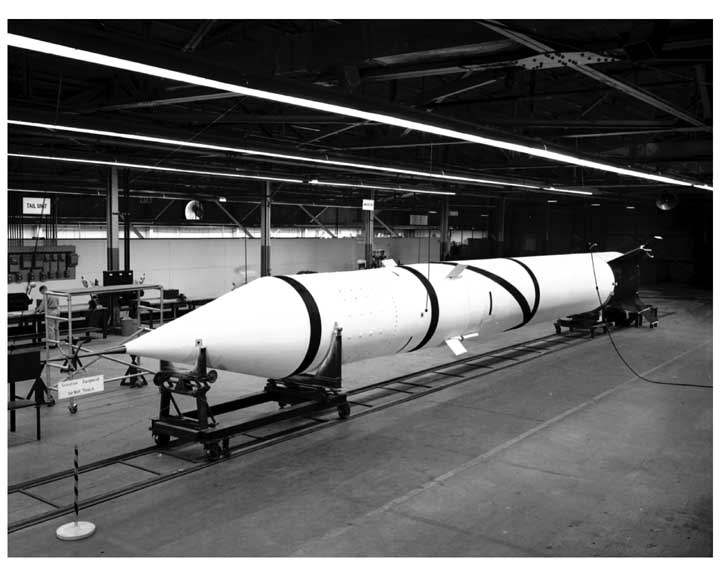
初期のレッドストーンの生産 (1953年)
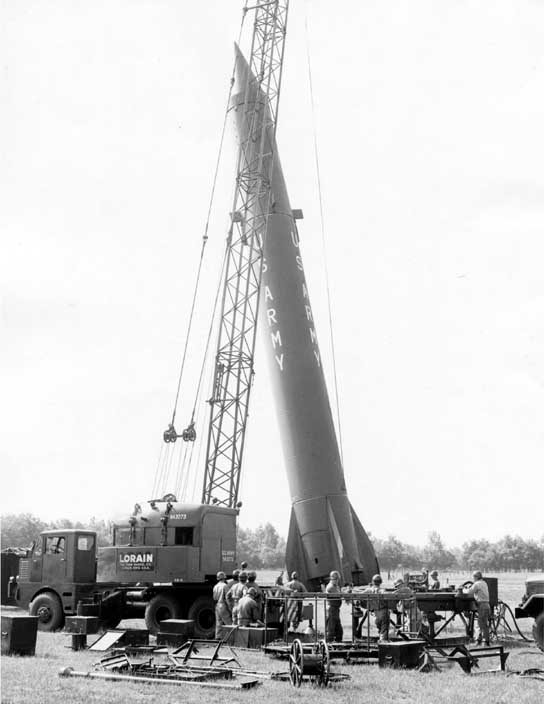
陸軍演習場で垂直に立てられるレッドストーンミサイル
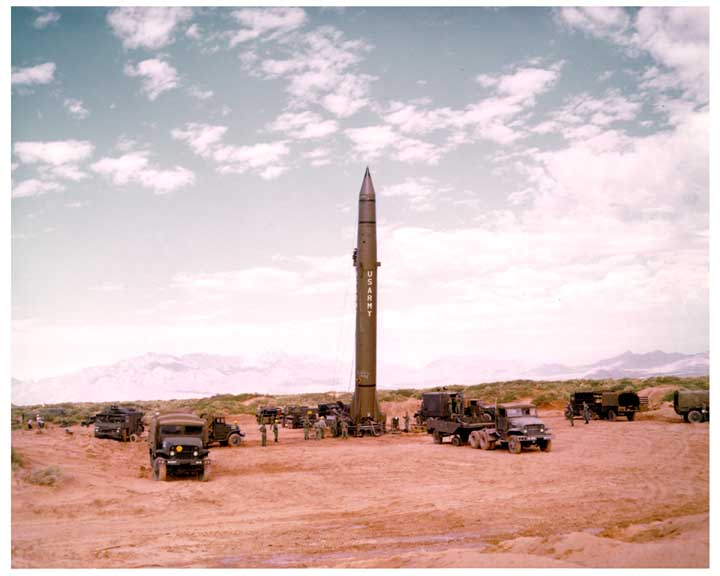
ホワイトサンズ・ミサイル実験場でのレッドストーン
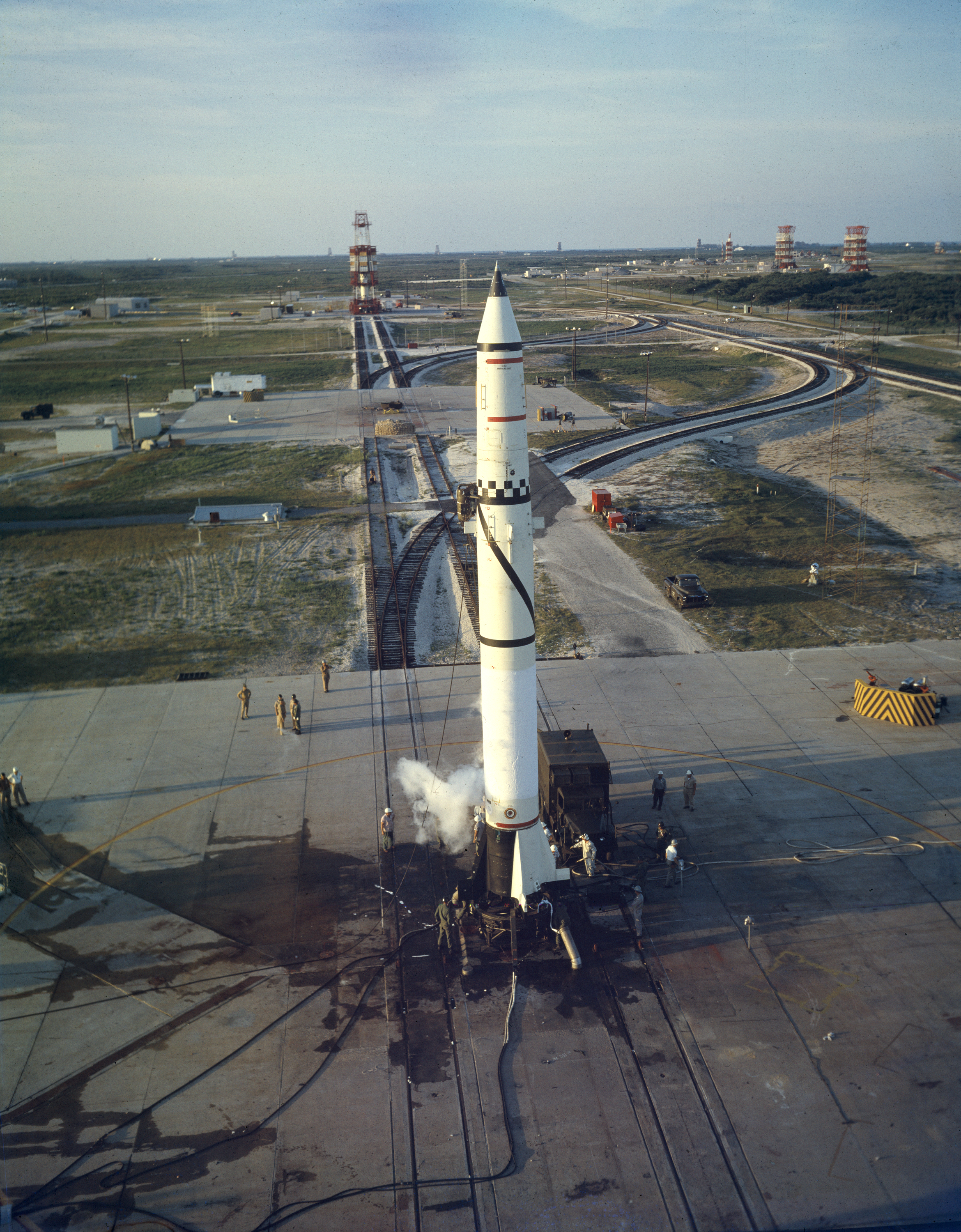
アメリカ陸軍によるレッドストーンの最初の打ち上げ
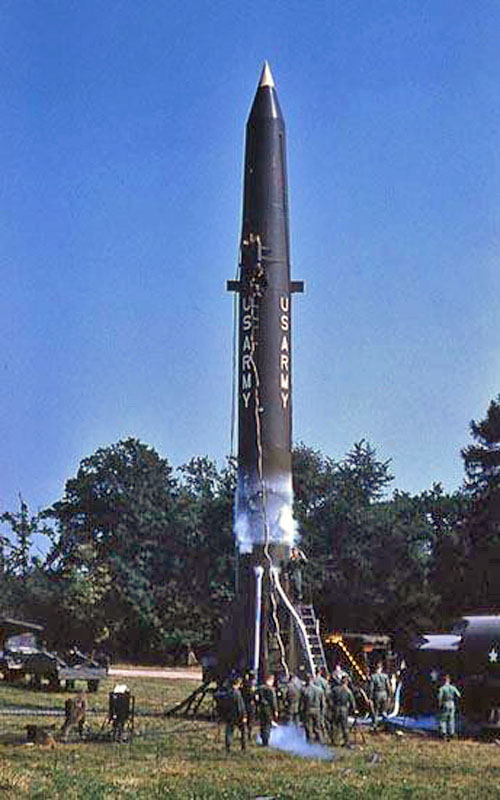
レッドストーンの演習
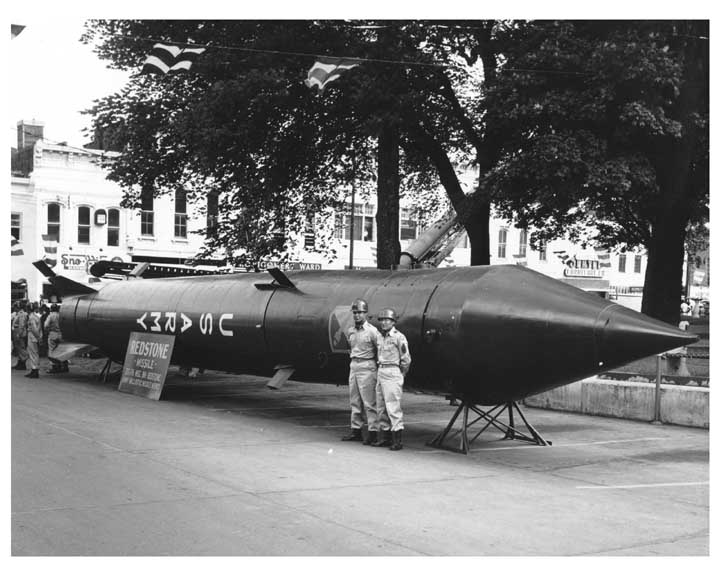
展示されているレッドストーン
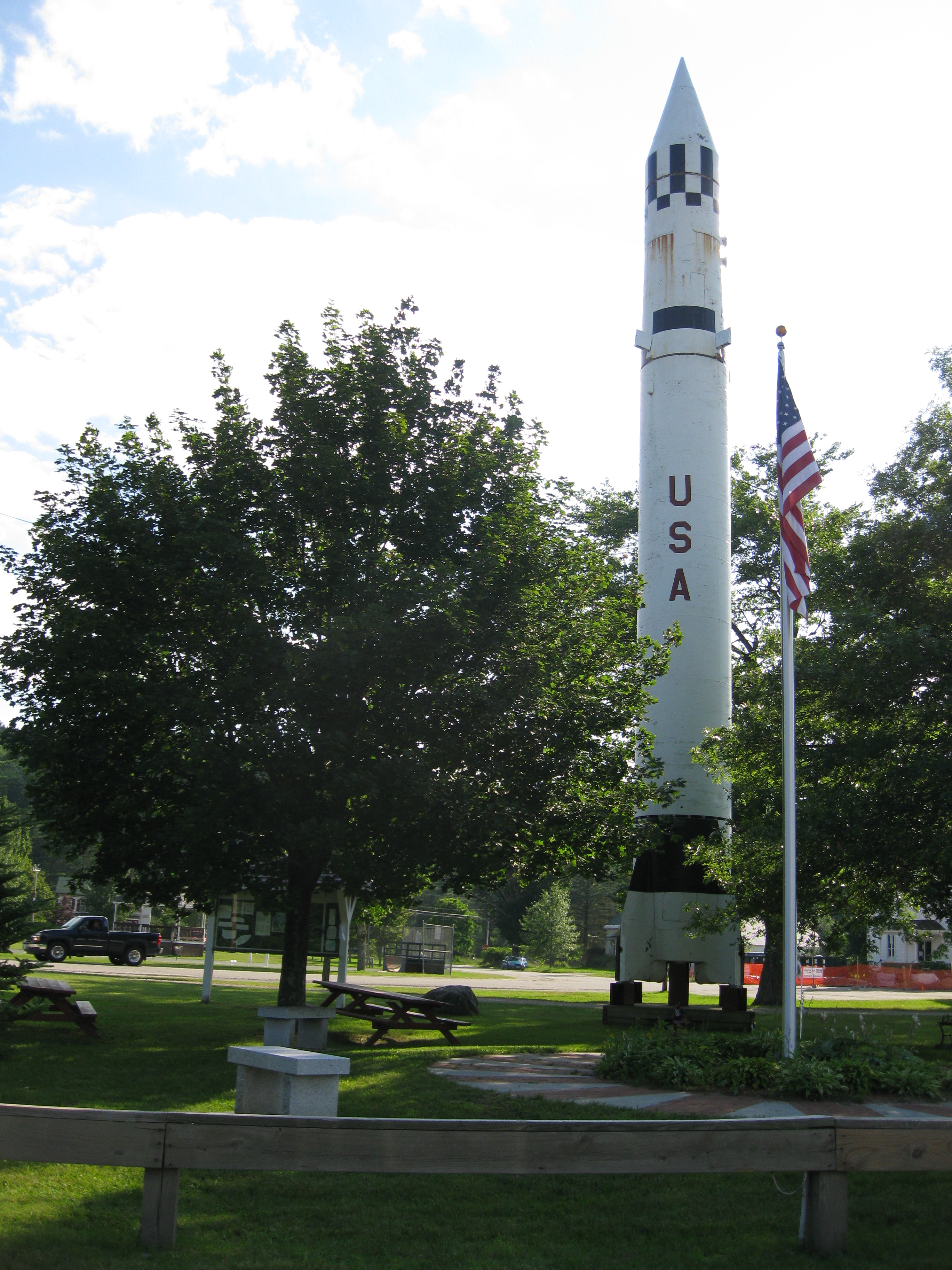
Warren, N.H.で展示されているレッドストーン

## 文献
- Bullard, John W (October 15, 1965). History Of The Redstone Missile System (Historical Monograph Project Number: AMC 23 M). Historical Division, Administrative Office, Army Missile Command
- The Redstone Missile System. Fort Sill, Oklahoma: United States Army. (August 1960). Publication L 619
- Standing Operating Procedure For Conduct Of Redstone Annual Service Practice At White Sands Missile Range New Mexico. Fort Sill, Oklahoma: Headquarters, United States Army Artillery And Missile Center. (March 31, 1962)
- Operator, Organizational, And Field Maintenance Manual - Ballistic Guided Missile M8, Ballistic Shell (Field Artillery Guided Missile System Redstone). (September 1960). TM 9-1410-350-14/2
- Field Artillery Missile Redstone. Department Of The Army. (February 1962). FM 6-35
- von Braun, Wernher. The Redstone, Jupiter and Juno Technology and Culture, Vol. 4, No. 4, The History of Rocket Technology (Autumn 1963), pp. 452–465.